# Aegolius ridgwayi
Aegolius ridgwayi е вид птица от семейство Совови (Strigidae). Видът е незастрашен от изчезване.

## Разпространение
Разпространен е в Коста Рика, Салвадор, Гватемала и Мексико.